# گذشت بزرگ
گذشت بزرگ فیلمی به کارگردانی ناصر ملک مطیعی و نویسندگی احمد نجیب زاده محصول سال ۱۳۴۶ است.

## بازیگران
- ناصر ملک مطیعی
- امین امینی
- کتایون
- احمد قدکچیان
- ایران قادری